# Hemipenis

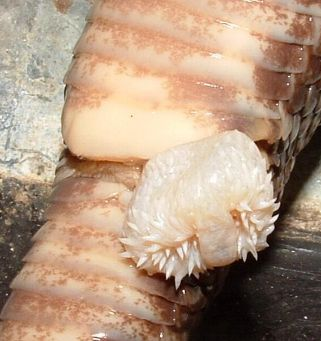
Hemipenis på en östlig diamantskallerorm (Crotalus adamanteus).

Hemipenis är ett manligt könsorgan hos fjällbärande kräldjur (ödlor och ormar). Det sitter en hemipenis på vardera sidan om djurets kloaköppning. Den har formen av en hudficka, som viks ut ur kroppen vid befruktning.